# 布鲁尼奥拉
布鲁尼奥拉，是西班牙加泰罗尼亚赫罗纳省的一个市镇。总面积37平方公里，总人口357人（2001年），人口密度10人/平方公里。